# Phrynosoma cornutum
Phrynosoma cornutum là một loài thằn lằn trong họ Phrynosomatidae. Loài này được Harlan mô tả khoa học đầu tiên năm 1824.

## Hình ảnh

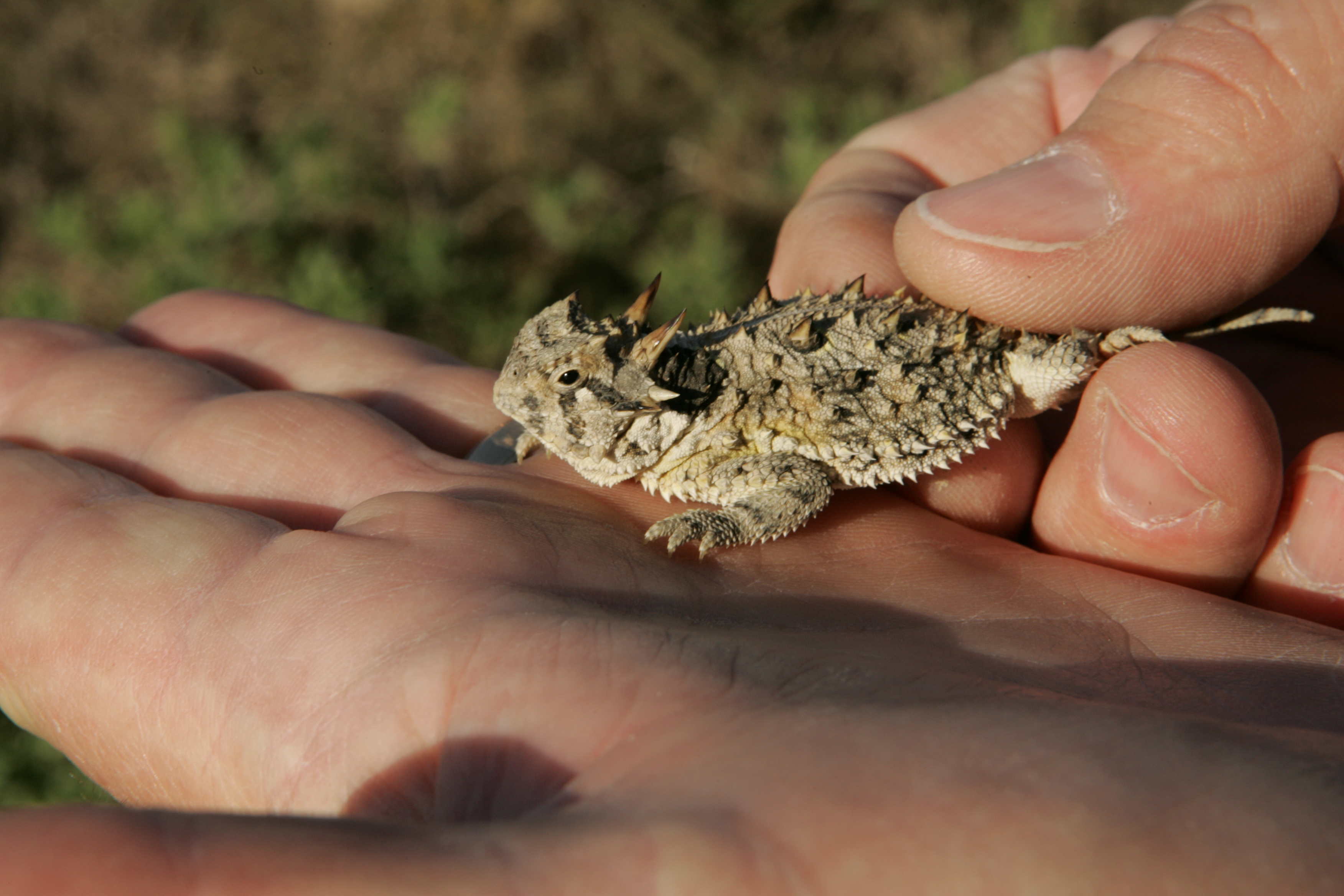
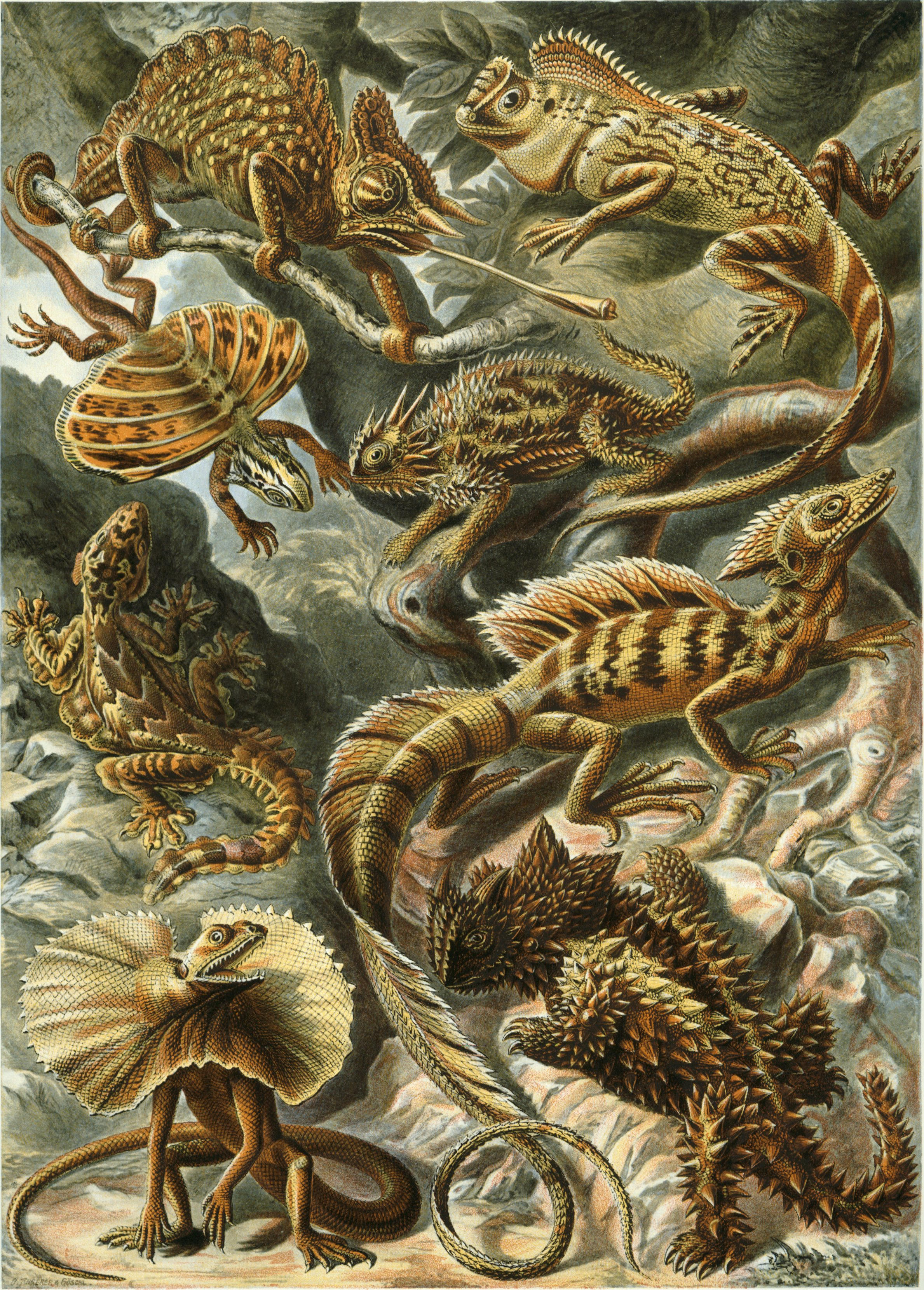
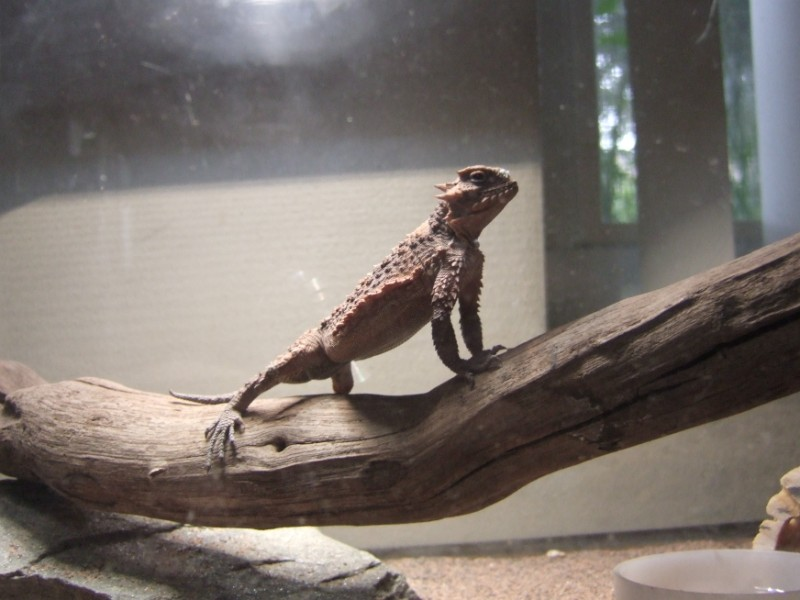
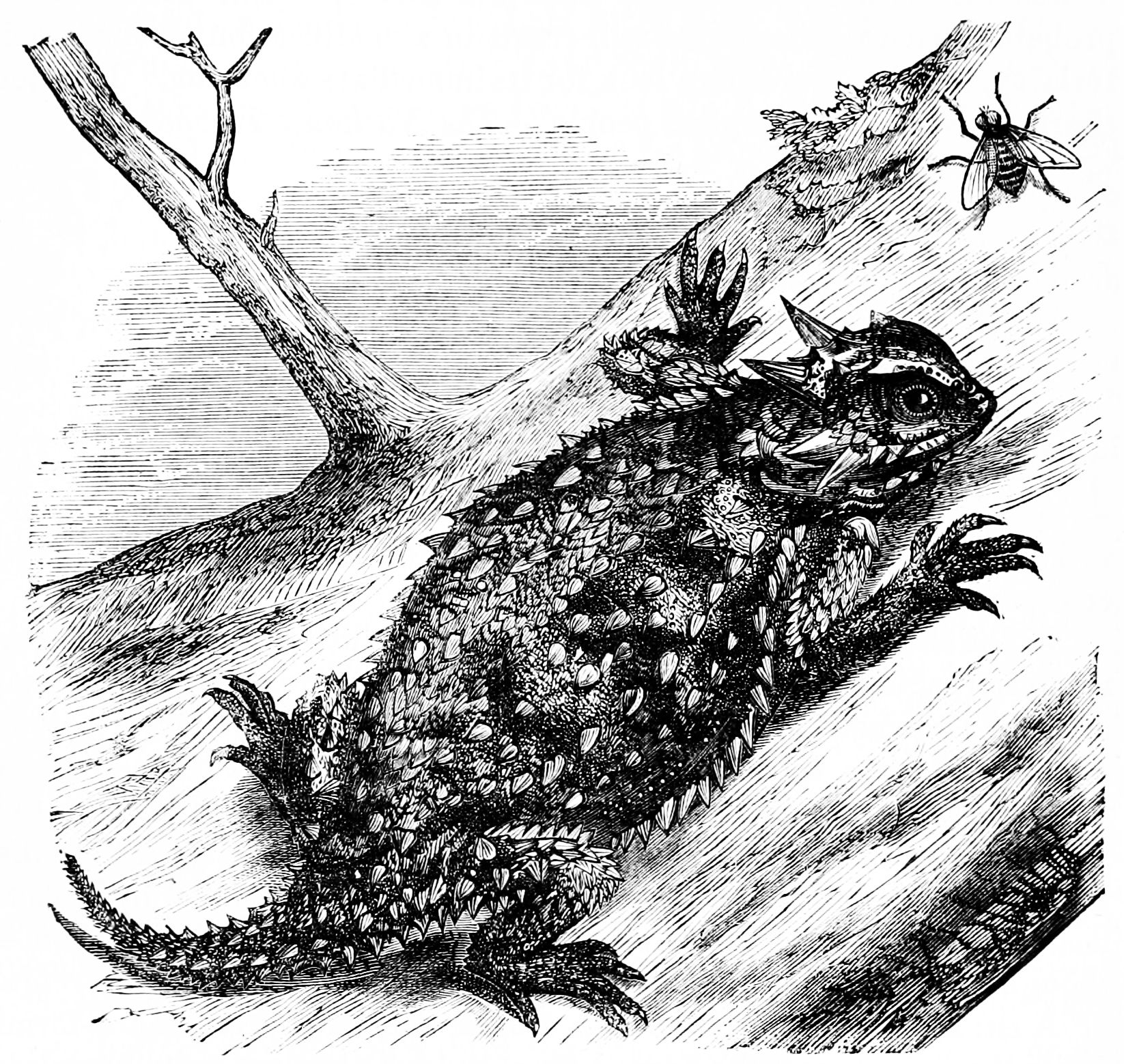